# فود ولی
فود ولی (به انگلیسی: Food Valley) نام منطقه‌ای در هلند است که شرکت‌های بین‌المللی موادغذایی، موسسات پژوهشی و نیز دانشگاه واخنینگن در آن مستقر هستند. فود ولی تعدادی از شرکت‌های بزرگ و چندملیتی غذایی را در خود دارد. همچنین ۱۵۰۰۰ کارشناس و متخصص در علوم مرتبط با موادغذایی و توسعه فناوری در این منطقه فعالیت دارند. شهر واخنینگن بخش مرکزی این منطقه است. فود ولی با هدف ایجاد بستری به همکاری بین بخش علمی و کسب‌وکارهای مرتبط با موادغذایی به منظور نوآوری در این حوزه شکل گرفت. سازمان فود ولی (که مدیریت این منطقه را بر عهده دارد) عضو اتحادیه نوآوری غذایی اروپا است.